# Championnats du monde de pentathlon moderne 1991
Navigation
Édition précédente Édition suivante
Les Championnats du monde de pentathlon moderne 1991 se sont tenus à San Antonio, aux États-Unis, pour les compétitions masculines, et à Sydney, en Australie, pour les compétitions féminines.

## Podiums

### Hommes
| Épreuves    | Or                                                                 | Argent                                                          | Bronze                                                              |
| ----------- | ------------------------------------------------------------------ | --------------------------------------------------------------- | ------------------------------------------------------------------- |
| Individuel  | Pologne Arkadiusz Skrzypaszek                                      | Suisse Peter Steinmann                                          | Hongrie Ádám Madaras                                                |
| Par équipes | Union soviétique Eduard Zenovka German Yuferov Aleksandr Borisenko | Pologne Arkadiusz Skrzypaszek Dariusz Goździak Maciej Czyżowicz | Hongrie Ádám Madaras László Fábián Attila Mizsér                    |
| En relais   | Hongrie László Fábián Ádám Madaras Attila Kálnoki Kis              | Pologne Dariusz Mejsner Maciej Czyżowicz Dariusz Goździak       | Allemagne de l'Ouest Pawel Olschewski Nico Motchebon Ulrich Czermak |

### Femmes
| Épreuves    | Or                                               | Argent                                                     | Bronze                                                        |
| ----------- | ------------------------------------------------ | ---------------------------------------------------------- | ------------------------------------------------------------- |
| Individuel  | Danemark Eva Fjellerup                           | France Caroline Delemer                                    | Italie Cristina Minelli                                       |
| Par équipes | Pologne Dorota Idzi Anna Sulima Iwona Kowalewska | Italie Cristina Minelli Barbara Boccolari Emanuela Gabella | France Caroline Delemer Sophie Moressée Nathalie Hugenschmitt |
| En relais   | Pologne Dorota Idzi Anna Sulima Iwona Kowalewska | Italie Cristina Minelli Barbara Boccolari Emanuela Gabella | Suède Anne Sundell Agneta Flygare Kerstin Danielsson          |